# یان دوده
یان دوده (فرانسوی: Yann Dedet‎؛ زادهٔ ۲۵ ژانویهٔ ۱۹۴۶) تدوین‌گر، فیلم‌نامه‌نویس، بازیگر و کارگردان فیلم اهل فرانسه است.
وی با کارگردان‌های مشهوری چون فرانسوا تروفو، موریس پیالا و نیکول گارسیا همکاری داشت.
از فیلم‌هایی که وی در آن نقش داشته‌است، می‌توان به زیر آفتاب شیطان، بالاخره یکشنبه، طعم شگفتی‌ها، دو دختر انگلیسی و مرد اروپایی، سرگذشت آدل ه.، فیلم دلپذیر، سرزمین موعود، منطقه آزاد، حسادت، دختری زیبا مثل من، پول خرد، پلیس و اتاقی در شهر اشاره کرد.